# Силва, Фернанду (легкоатлет)
Фернанду Кунья Силва (порт. Fernando Cunha Silva; род. 10 января 1952, Лиссабон) — португальский легкоатлет, выступавший в беге на средние дистанции. Участник летних Олимпийских игр 1972 года.

## Биография
Фернанду Силва родился 10 января 1952 года в португальском городе Лиссабон.
Выступал в легкоатлетических соревнованиях за «Бенфику» из Лиссабона.
В 1972 году вошёл в состав сборной Португалии на летних Олимпийских играх в Мюнхене. В беге на 400 метров занял в 1/8 финала предпоследнее, 6-е место, показав результат 47,67 секунды и уступив 0,64 секунды попавшему в четвертьфинал с 4-го места Роберту Оджо из Нигерии. В эстафете 4х400 метров сборная Португалии, за которую также выступали Алберту Матуш, Жозе Карвалью и Фернанду Мамеде, заняла в полуфинале последнее, 7-е место с результатом 3 минуты 10,00 секунды, уступив 6,95 секунды попавшей в финал с 3-го места команде Швеции.

## Личный рекорд
- Бег на 400 метров — 47,2 (1972)[1]